# Sionisme territorialista
El territorialisme, conegut també com a estatisme (encara que no s'ha de confondre amb la filosofia política del mateix nom), fou un moviment polític jueu que advocava la creació d'un territori (o territoris) jueu prou gran i compacte, encara que no havia de ser necessàriament a Israel ni havia de ser necessàriament totalment autònom.

## Desenvolupament del territorialisme
Abans de 1905, alguns líders sionistes van prendre's seriosament propostes per pàtries jueves en llocs diferents de Palestina. Theodor Herzl, a Der Judenstaat argumentava a favor d'un estat jueu o bé a Palestina, "la nostra pàtria històrica" o Argentina, "un dels països més fèrtils del món". Molts dels grups sionistes socialistes eren més territorialistes que sionistes, com ara el Partit dels Treballadors Sionistes Socialistes (Z.S.) de Nachman Syrkin.
L'Associació per la Colonització Jueva, creada el 1891 pel Baró Maurice de Hirsch tenia com a objectiu facilitar l'emigració massiva de jueus des de Rússia i altres països de l'Europa de l'Est, establint-los en colònies agrícoles sobre terrenys comprats pel comitè, especialment a Nord-amèrica i Sud-amèrica (especialment Argentina).
El 1903, ministres britànics van suggerir el Programa de la Uganda Britànica, amb terreny per un estat jueu a "Uganda" (de fet, al que avui en dia és Kenya). Herzl al principi va rebutjar la idea, preferint Palestina, però després del pogrom de Kixinev l'abril de 1903, Herzl va introduir una proposta polèmica al sisè Congrés Sionista, per investigar l'oferta com a mesura temporal per als jueus russos que estiguessin en perill. Malgrat l'emergència de la situació i la seva natura temporal, la proposta encara va resultar molt discutida, i es va visualitzar l'ampla oposició al pla amb una retirada dirigida per la delegació dels jueus russos al Congrés. Pocs historiadors creuen que aquesta proposta pogués haver atret immigrants, suport financer jueu, ni suport polític internacional. Com que hi havia força suport per part d'alguns membres de la direcció Sionista, però, es va mantenir la pau dins del moviment amb l'antiga maniobra parlamentària de votar per establir un comitè per a la investigació de la possibilitat, que no va ser descartada definitivament fins al setè Congrés Sionista, el 1905.
Com a resposta, l'Organització Territorialista Jueva (ITO), liderada per Israel Zangwill, va escindir-se del moviment sionista. Va intentar de trobar terreny apropiat per la colonització jueva en diferents parts d'Amèrica, Àfrica, Àsia i Austràlia, però amb poc èxit. L'ITO es va dissoldre el 1925.
A banda de l'ITO, dins de la Unió Soviètica va haver-hi un intent territorialista a Ucraïna, Crimea i després en una regió del voltant de Birobidjan, on es va establir una Regió Autònoma Jueva el 1934. (L'Óblast Autònom Jueu (JAO) (en rus, Евре́йская автоно́мная о́бласть, Yevreyskaya avtonomnaya oblast; en jiddisch, ייִדישע אווטאָנאָמע געגנט, yidishe avtonome gegnt) encara és avui en dia un óblast autònom situat al Districte Federal de l'Extrem Orient de Rússia.)
Davant de l'imminent genocidi nazi, Isaac Nachman Steinberg va establir la Freeland League als Estats Units el 1935. Aquesta organització va intentar, sense èxit, d'aconseguir l'autonomia dels jueus obtenint un gran tros de terreny en àrees poc poblades de l'Equador, Austràlia, o el Surinam. Un dels projectes més coneguts fou el Pla Kimberley, per obtenir territori a Austràlia. Després de la creació de l'Estat d'Israel el 1948, Steinberg va criticar les polítiques exclusivistes del govern sionista i va continuar els seus intents per crear una colònia jueva no nacionalista en alguna altra regió del món. Després de la mort de Steinberg el 1957, la Freeland League fou liderada per Mordkhe Schaechter, que va anar modificant gradualment les prioritats de l'organització cap a objectius més culturals.